# Gonzalo Colsa
 Gonzalo Colsa  est un footballeur espagnol né le 11 mai 1979 à Ramales de la Victoria (Cantabrie). 
Il évolue au poste de milieu de terrain.

## Palmarès

### en club
- Atlético Madrid
  - Vainqueur de la Liga Adelante : 2002

### en sélection
- Espagne
  - Vainqueur de la Coupe du monde des moins de 20 ans : 1999